# Droids: The Great Heep
Droids: The Great Heep – przygodowy film animowany produkcji amerykańskiej, osadzony w świecie Gwiezdnych wojen. Światowa premiera miała odbyła się dnia 7 czerwca 1986 roku w stacji telewizyjnej ABC. Film jest kontynuacją serialu Gwiezdne wojny: Droidy.

## Fabuła
Film opowiadał o tym jak R2-D2 i C-3PO przylatują na planetę Biitu, dołączając do swojego pana Munga Baobaba. Planetę jednak terroryzował droid zwany Wielkim Heepem, który sprzymierzył się z Imperium i prowadził rabunkowe wydobycie złóż.

## Obsada
| Rola           | Aktor (głos)     |
| -------------- | ---------------- |
| C-3PO          | Anthony Daniels  |
| Boba Fett      | Tom Kenny        |
| The Great Heep | Long John Baldry |
| Mungo Baobab   | Winston Rekert   |
| Admirał Screed | Graeme Campbell  |
| Darva          | Melleny Brown    |
| Fidge          | Noam Zylberman   |
| Kapitan Cag    | Dan Hennessey    |